# Bümpliz Dorf
Bümpliz Dorf ist ein Quartier der Stadt Bern. Es gehört zu den 2011 bernweit festgelegten 114 gebräuchlichen Quartieren und liegt im Stadtteil VI Bümpliz-Oberbottigen, dort im statistischen Bezirk Bümpliz. Angrenzende Quartiere sind Fellergut, Schwabgut, Stöckacker, Bümpliz Süd, Kleefeld, Winterhale und Stapfenacker. Es umfasst das frühere und heutige Zentrum von Bümpliz mit den beiden Schlössern.
Im Jahr 2022 betrug die Wohnbevölkerung 2459 Personen, davon 1697 Schweizer und 762 Ausländer.

## Geschichte und Beschreibung
Vom Dorf zum Stadtteil: Entwicklungsphasen der Bebauung und Architektur in Bümpliz. Auf der Dufourkarte von 1864 ist Bümpliz ein typisches Strassendorf, das sich fast nur in unmittelbarer Nähe des Stadtbaches entwickelte: Nur der Kirchhügel mit Kirche und Nebengebäuden, die auf dem ehemaligen Areal des grossen römischen Gutshofes stehen, sind etwas abseits, rund 200 Meter vom Stadtbach entfernt. Weit vor der Besiedlung der Stadt Bern lebten Kelten und Römer auf und neben dem Kirchhügel, dauerhafte Besiedlungsspuren sind bis 2200 Jahre zurück gefunden worden.
Entlang des Stadtbaches und bis zum Kirchhügel befinden sich die denkmalgeschützten Gebäude des Zentrums von Bümpliz: Drei Schlösser, zwei Schulhäuser aus dem 19. Jahrhundert, ein Gasthof und Gewerbegebäude, häufig im Spätbarock oder Spätklassizistisch gebaut. Zusätzlich entstanden im Kerngebiet zwischen 1900 und 1930 rund 200 Gebäude, vorwiegend Wohnhäuser des Architekten Karl Indermühle und der Baumeister Benjamin Clivio und Battista Fontana. Diese Häuser sind geprägt vom bernischen Barock, dem Historismus und dem Jugendstil, sie prägen mit den Gebäuden auf dem Kirchhügel die Kernzone von Bümpliz, im Stadtplan als „Bümpliz-Dorf“ bezeichnet. In einem weiteren Ring um diesen Kern ordnen sich Reiheneinfamilienhäusersiedlungen mit dazugehörigen Gemüsegärten an, die nach der Eingemeindung von Bümpliz für Arbeiterfamilien errichtet wurden.
In Bümpliz Dorf befinden sich das Alte Schloss Bümpliz und das Neue Schloss Bümpliz. 1919 wurde Bümpliz nach Bern eingemeindet, seitdem entwickelte sich das Bauerndorf zu einer Satellitenstadt von Bern. Bümpliz Dorf blieb dabei frei von Hochhäusern – es ist nur vereinzelt modernisiert worden.
Der Mittelpunkt des Quartiers ist eine Fussgängerzone in der Bümplizstrasse. Dort befinden sich ein Supermarkt, Geschäfte und der Gasthof «Sternen», der mit seinen Sälen auch kultureller Treffpunkt des Quartiers ist. Ein weiterer Treffpunkt ist das Bienzgut als Begegnungszentrum für Kinder, Jugendliche und Erwachsene mit Bibliothek, Brauerei und einem Aussengelände mit Obstbäumen.
Der Stadtbach fliesst, teils getunnelt, durch das Quartier.

## Verkehr
Anschluss in Richtung Zentrum besteht mit der Strassenbahnlinie 7. Die Buslinien 27 und 32 verkehren tangential.